# 카람 자비르
카람 이브라힘 자비르(아랍어: كرم إبراهيم جابر,‎ 1979년 9월 1일~)는 이집트의 레슬링 선수이다. 2004년 하계 올림픽 그레코로만형 헤비급에서 금메달을 획득했으며, 2012년 하계 올림픽 그레코로만형 헤비급에서 은메달을 획득했다. 또한 세계 선수권 대회에서 은메달 2개를 획득했다.